# Ngô Đình Diệm
Ngô Đình Diệm (1901. január 3. – 1963. november 2.) vietnámi politikus, 1955 és 1963 között ő volt Dél-Vietnám első elnöke. 

## Életpályája
Vietnám történelmi fővárosában, Huếban született római katolikus családban. A II. világháború előtt magas rangú tisztviselő volt a Nguyễn dinasztia alatt. 1945-ben a japán megszállás alól a Ho Si Minh vezette kommunisták szabadították fel az országot, akik politikai nézeteltéréseik miatt bebörtönözték és Kínába száműzték. Szabadulása után Diem az Egyesült Államokba emigrált.
1954-ben tért vissza, miután Vietnámban lezárult az első indokínai háború a visszatérő franciák és a Ho Si Minh vezette kommunista erők között. A békeszerződés által megosztott országban a déli országrészt vezető Bảo Đạiállamelnök (az utolsó vietnámi császár) kinevezte Diemet miniszterelnöknek. A békemegállapodás alapján 1955 nyarán országos népszavazást kellett volna tartani Vietnám egyesítésével kapcsolatban, de Diem – számolva a szinte biztos kommunista győzelemmel – kijelentette, hogy Dél-Vietnámban nem fognak semmilyen népszavazást tartani. Ebben a döntésében az Egyesült Államok is támogatta.
1955 októberében viszont megtartottak egy másik szavazást, amelynek célja Dél-Vietnám államformájának megváltoztatása volt, és ezzel együtt Bảo Đại államelnök kizárása az ország irányításából. Diem választási csalás segítségével sikeresen magához ragadta a hatalmat. Az eredmény kihirdetése után menesztette Bảo Đại államelnököt, aki Párizsba emigrált, majd kikiáltotta a Vietnámi Köztársaságot.
Diem vaskézzel vezette országát és keményen leszámolt az uralma ellen tüntető kommunistákkal, nacionalistákkal és buddhistákkal. Több tüntetés leverése is halálos áldozatokkal járt, miután a rendfenntartó erők a rendszerint békésen tiltakozó tömegbe lőttek. Ebben segítségére volt az amerikai támogatásból felszerelt dél-vietnámi hadsereg is. Testvéreit fontos politikai posztokra nevezte ki.
Diem mindig is hevesen ellenezte, hogy harcoló amerikai egységek érkezzenek az országba, hogy az országba betörő észak-vietnámi katonák és a délen tevékenykedő gerillák ellen harcoljanak, bár az amerikai anyagi támogatást szívesen fogadta.
A hadsereg soraiban is voltak ellenfelei, így számos katonai puccskísérlet is történt, amik rendre kudarccal zárultak. Végül 1963-ra már olyan mértékben elfogadhatatlan volt a személye mind Dél-Vietnámban, mind az Egyesült Államokban, hogy végül november 1-jén – az amerikaiak hallgatólagos támogatásával – sikeres katonai puccsal eltávolították a hatalomból. Másnap kivégezték.